# Феррат бария
Феррат бария — это неорганическое химическое соединение. Является бариевой солью железной кислоты.

## Физические свойства
Соль представляет собой нерасстворимый порошок бурого цвета. 
Феррат бария обладает парамагнитными свойствами из-за двух неспаренных электронов и имеет тетраэдрическую молекулярную геометрию.

### Структура и физические характеристики
Пики поглащаемости инфракрасного спектра: 870, 812, 780 см-1.
BaFeO4 подчиняется закону Кюри-Вейсса и имеет магнитный момент (2,92 ± 0,03) * 10-23 А*м2 (3,45 ± 0,1  БМ) с константой Вейсса −89 К.
Его пространственная группа — Pnma, а параметры решетки составляют a = 0,8880 нм, b = 0,5512 нм и c = 0,7214 нм. 

## Химические свойства
Феррат бария является наиболее стабильным из соединений феррата(VI).
Разлагается при температуре ≈ 120 °C на оксид бария, оксид железа(ll) и кислород.
{\displaystyle {\ce {BaFeO4 ->[t] BaO + FeO + O2}}}
На практике образуется смесь оксидов железа(ll-lll).
Феррат бария может быть легко разложен всеми растворимыми кислотами, включая угольную кислоту. 
Если диоксид углерода пропустить через воду, в которой суспендирован феррат бария, он полностью разложится с образованием карбоната бария, гидроксида железа(lll) и кислорода. Щелочные сульфаты разлагают феррат бария, который не был высушен, образуя сульфат бария, гидроксид железа(lll) и кислород.

## Производство
Феррат бария в основном получают двумя способами. Сухой синтез обычно выполняется с использованием высоких температур, например, путем сплавления гидроксида бария и гидроксида железа(II) в присутствии кислорода до температуры около 800-900 °C.
{\displaystyle {\ce {Ba(OH)2{}+ Fe(OH)2 + O2 ->[t] BaFeO4 + 2H2O}}}
Добавление растворимой соли бария к раствору феррата щелочного металла приводит к образованию темно-бордового осадка феррата бария. Это также качественная реакция на ферраты.
{\displaystyle {\ce {K2FeO4{}+BaCl2->2KCl{}+BaFeO4{\downarrow }}}}
Феррат бария можно получить добавлением оксида бария к смеси гипохлорита натрия и нитрата железа при комнатной температуре. Чистоту продукта можно повысить, проводя реакцию при низкой температуре в отсутствие атмосферного диоксида углерода и быстро фильтруя и высушивая осадок, что снижает соосаждение гидроксида бария и карбоната бария в качестве примесей.

## Применение
Все ферраты — очень сильные окислители (более сильные, чем перманганаты). Эти свойства применяются для органического синтеза.
Другие его применения включают удаление цвета, удаление роданинов и цианидов (реагирует с ними до безопасных комплексов, в частности гексацианоферрата бария), уничтожение бактерий и очистку загрязненных и сточных вод.
Соли феррата(VI) являются энергетическими катодными материалами в батареях «супер-железо». Катоды, содержащие соединения феррата(VI), называются катодами «супер-железо» из-за их высокоокисленной железной основы, множественного переноса электронов и высокой внутренней энергии. Среди всех солей феррата(VI), феррат бария поддерживает необычайно легкую передачу заряда, что важно в области высокой мощности щелочных батарей.